# Rebelde (canción)
«Rebelde» es el sencillo debut del grupo de pop mexicano RBD de su álbum de estudio debut del mismo nombre (2004). La canción se convirtió en 2005 en un gran éxito en México y fue la canción que hizo exitosa la carrera de la banda. 
Fue el tema musical de la telenovela homónima, durante su primera temporada. La cantante griega Tamta también hizo una versión de la canción en griego, titulada "Pame Parea". La versión en portugués de la canción fue lanzada como sencillo el Brasil.
Es considerada por la revista Billboard como la segunda mejor canción de telenovela de todos los tiempos.

## Video musical
RBD, junto con algunos miembros del elenco llegan a una mansión para una fiesta exclusiva. Aparecen en una nueva escena cantando en el escenario. Al final del vídeo se ve a todos ellos en una piscina en el interior de la mansión mientras canta la canción.
Fue el primer video dirigido por Pedro Damian.

## Listas
| Lista (2005)                             | Mejor posición                |
| ---------------------------------------- | ----------------------------- |
| EE. UU. Billboard Latin Pop songs        | 21                            |
| EE. UU. Billboard Regional Mexican Songs | 65                            |
| EE. UU. Billboard Latin Songs            | 37                            |
| Los 10 + Pedidos de MTV (México)         | 2                             |
| Top 20 de MTV (México)                   | 2                             |
| Listas (2004)                            | Posición                      |
| Top 100 MéxicoBillboard Latin Songs      | #1 (3 semanas)                |
| Chile                                    | #1                            |
| Perú                                     | Mejor#1                       |
| Brasil                                   | 1 (4 semanas no consecutivas) |
| España                                   | 2                             |

## Premios

### Premios TVyNovelas (México)
| Año  | Categoría          | Resultado |
| 2006 | Mejor tema musical | Ganadora  |